# Как перестать беспокоиться и начать жить (альбом)
«Как перестать беспокоиться и начать жить» — студийный альбом российской рок-группы «Кис-Кис», вышедший 29 июля 2022 года на независимом лейбле

## Выпуск и продвижение
Первым синглом из альбома стал «Отчим», вышедший 16 февраля 2022 года. 15 июля вышел второй сингл «Вебкам», после этого группа объявила о том, что они поедут в тур в августе, в него вошли города России, а также столица Беларуси — Минск и Израили — Тель-Авив. 22 июля вышел третья и последняя песня с альбома «Когда я...?».

## Жанр и тематика композиций. Обложка и название
В интервью VK Музыка участница группы Софья Сомусева рассказала, что композиции «Качели», «Сука», «Загоны» «максимально ходовые» и добавила, что под них «клёво танцевать». Вторая песня «Отчим» повествует о девушке, которая встречает нового отчима матери и надеется, что он будет лучше ее предыдущих мужчин. В «Вебкам» поётся от лица вебкам-модели и описываются её чувства. «Здоровью.Нет» повествует о старшем поколении, обвиняющие во всём игры, соцсети, телевидение и певцов. В шестом треке «Когда я умру» рассказывается о смерти, участницы задаются вопросом о том, что будет после неё. Алексей Мажаев отметил, что в «Ты уже не ребёнок» «в лоб говорится о том, что придётся повзрослеть». «Девочка-мальчик» рассказывает о девочке, которая ждёт мальчика. В закрывающей композиция альбома «Женская дружба» поётся о дружбе между двумя девушками. 
На обложке альбома изображены обе участницы «Кис-Кис», вокалистка Софья Сомусева изображена психотерапевтом, а в кресле лежит её пациентка барабанщица Алина Олешева. Название отсылает к книге американского писателя Дейла Карнеги, который написал книгу с таким же названием.

## Реакция

### Коммерческий успех
Альбом дебютировал на втором месте в российском чарте Apple Music.

### Реакция критиков
Алексей Мажаев из InterMedia отметил сходство в названии между альбомом и книгой американского писателя Дейла Карнеги. В конце рецензии критик отметил, что «альбомные качели, взлетая с нижней точки, в неё и возвращаются – к счастью, между ними можно несколько раз испытать захватывающее ощущение полёта». Борис Барабанов из «Коммерсантъ» пишет, что в заголовок его отзыва он хотел поставить название трека Земфиры «Девушка созрела», а про альбом он написал, что «Что же касается текстов, то ответ на вопрос „Как перестать беспокоиться и начать жить?“ в них искать не стоит. Наоборот, жизнь, если верить группе, только подкидывает новые поводы для беспокойства». В The Flow выразили мнение, что в альбоме есть песни, под которые можно «как порваться на танцполе, так и провести сеанс мини-психотерапии». Владимир Завьялов из Афиша Daily считает, что «на заданный в заголовке вопрос он, кажется, так и не отвечает — так что вопрос скорее риторический. С другой стороны, ну а кто на него сейчас ответит?».

## Список композиций
| №   | Название            | Длительность |
| --- | ------------------- | ------------ |
| 1.  | «Качели»            | 3:13         |
| 2.  | «Отчим»             | 2:50         |
| 3.  | «Сука»              | 2:40         |
| 4.  | «Вебкам»            | 3:17         |
| 5.  | «Здоровью.Нет»      | 2:59         |
| 6.  | «Когда я умру»      | 3:27         |
| 7.  | «Ты уже не ребенок» | 3:11         |
| 8.  | «Загоны»            | 3:04         |
| 9.  | «Девочка-мальчик»   | 2:57         |
| 10. | «Женская дружба»    | 3:03         |